# Charles Sumner
För andra betydelser, se Charles Sumner (olika betydelser).

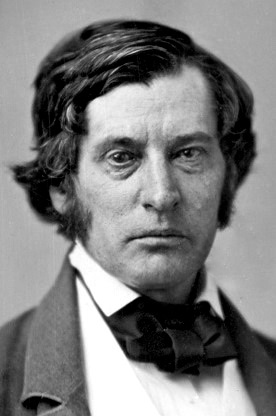
Charles Sumner.

Charles Sumner, född 6 januari 1811 i Boston, död 11 mars 1874 i Washington DC, var en amerikansk republikansk politiker och abolitionist. Han var en av de ledande radikala republikanerna (Radical Republicans), republikanska slaverimotståndare som arbetade för de frigivna slavarnas fullständiga rättigheter. Han representerade delstaten Massachusetts i USA:s senat från 1851 fram till sin död.

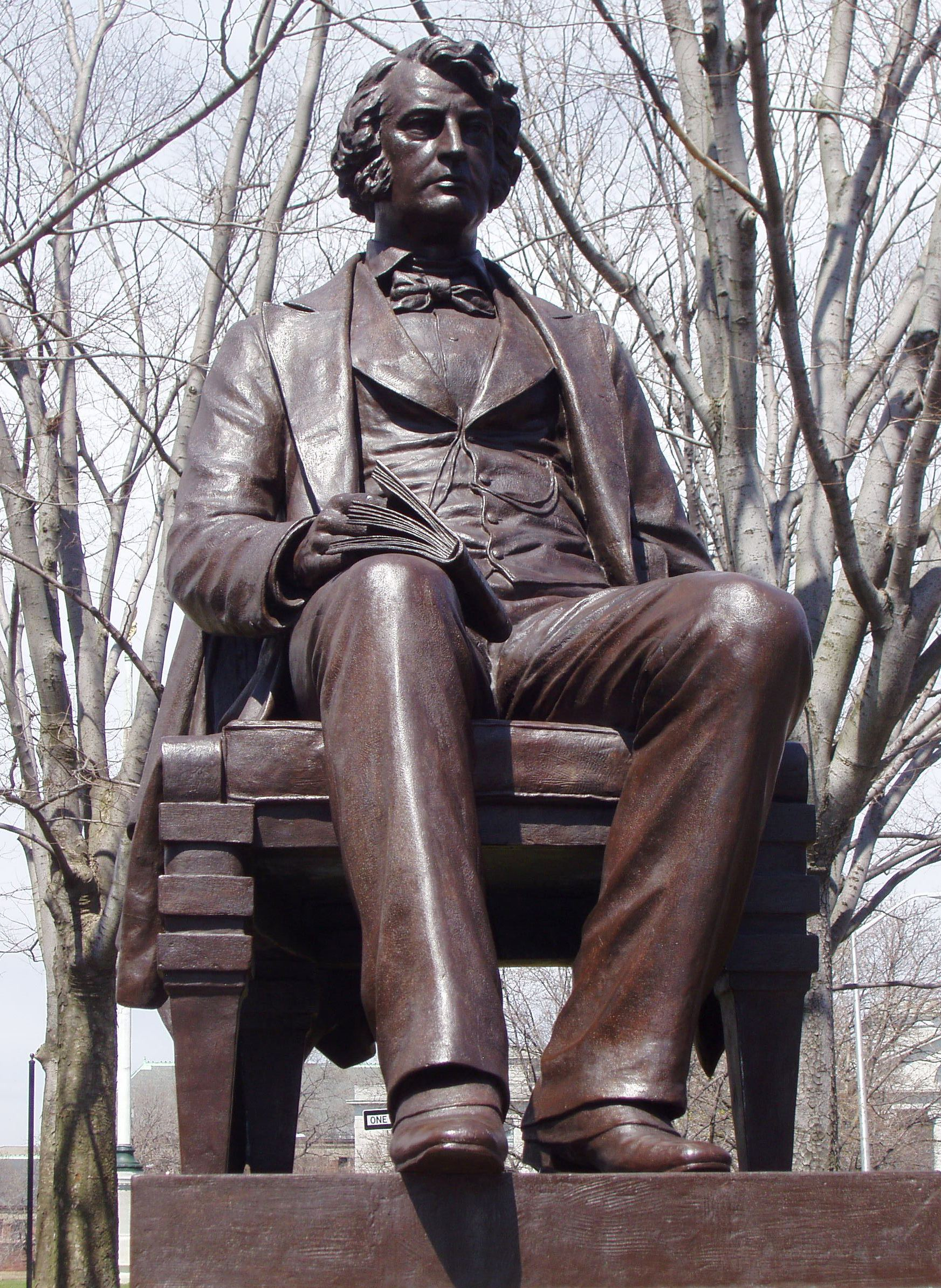
Sumners staty i Cambridge, Massachusetts, utförd av Anne Whitney.

Han gick i skola i Boston Latin School och studerade vid Harvard University. Han avlade 1834 juristexamen vid Harvard Law School. Han föreläste 1836-1837 vid Harvard Law School och reste sedan i tre år i Europa. Efter sina resor talade han flytande franska, tyska och italienska.
Sumner var en av grundarna av Free Soil Party. En viktig impuls för partiets grundande var att whigpartiet nominerade Zachary Taylor, en slavägare från Sydstaterna, som sin kandidat i presidentvalet i USA 1848. Sumner tillträdde i senaten 1851 som senator för Free Soil Party. Efter ett tal mot slaveriet misshandlades han följande år av kongressledamoten Preston Brooks från South Carolina. Sumner kunde inte delta i senatens arbete i tre år på grund av misshandeln. Han fortsatte sin karriär i det nya Republikanska partiet.
Som republikan lyckades Sumner behålla goda relationer till Abraham Lincoln trots att han som företrädde en annan gruppering inom partiet. Han var ordförande i senatens utrikesutskott 1861-1871. I presidentvalet i USA 1872 bröt han med republikanerna och stödde Horace Greeley i stället.